# Friedrich von Gram
Friedrich von Gram (* März 1664; † 25. März 1741 in Kopenhagen) war ein deutscher Adliger, der dänischer Oberjägermeister, Amtmann und Geheimrat wurde.

## Leben
Gram war ein Sohn des Kurbrandenburger Dragonerhauptmanns Eckhard von Gram zu Gralow in der Neumark bei Landsberg an der Warthe. Er kam 1684 während der Regierungszeit von König Christian V. mit seinem Vetter, dem brandenburgischen Gesandten Friedrich von Brandt, als Jagdpage nach Dänemark. Noch im gleichen Jahr wurde er mit dem königlichen Oberjäger und anderen Jagdbediensteten zur Bekämpfung der Wölfe nach Jütland geschickt; über diese Reise und insbesondere die Überquerung des Großen Belts bei Eisgang veröffentlichte er später einen Bericht. Er avancierte zum Kammerjunker und wurde im Jahre 1702 von König Friedrich IV. zum Hofjägermeister und zum Jägermeister im Bistum Seeland ernannt.
Im Jahre 1708 wurde er Staatsrat, 1714 erhielt er den Dannebrogorden, und 1718 wurde er Amtmann der Ämter Frederiksborg und Kronborg im Norden von Seeland. In dieser Dienststellung widmete sich Gram ausgiebig der Bekämpfung und Eindämmung der Sandflucht an der Nordküste der Insel in der Region um Tisvilde, vornehmlich durch das Anpflanzen großer Mengen von Strandroggen und Strandhafer. Am 11. Oktober 1729 wurde er Geheimrat, 1730 königlicher Oberjägermeister. Am 20. Oktober 1730 wurde er mit dem Elefanten-Orden ausgezeichnet, im Jahre 1732 mit dem Orden der perfekten Union.
In Kopenhagen besaß Gram den stattlichen „Gramske Gård“ (Gramschen Hof), der in der Regierungszeit von Christian V. von dessen Storkansler Friedrich von Ahlefeldt gebaut worden war und der seit 1795 als Hotel d’Angleterre Bekanntheit erlangt hat.
Friedrich von Gram starb am 25. März 1741 in Kopenhagen.

## Ehen und Nachkommen
Gram war in erster Ehe mit Henriette geb. de Cheusses († 1704) verheiratet, mit der er zwei Söhne hatte:
- Friedrich Carl von Gram (* 5. Februar 1702; † 9. Mai 1782), 1730 Hofmarschall, 1731 Dannebrogorden, 1739 Oberhofmarschall, 1741 als Nachfolger des Vaters Amtmann von Frederiksborg und Kronborg und Geheimrat, 1749 Geheimer Konferenzrat, 1760 Elefantenorden; ⚭ 1735 Sophie Hedwig von Holstein (1716–1767).
- Carl Christian von Gram (* 28. Juli 1703; † 25. Januar 1780), 1720 Kammerjunker, 1725 Jägermeister für Parforcejagd, 1731 Hofjägermeister, 1734 Kammerherr, 1741 Dannebrogorden, 1747 Oberjägermeister, 1749 Geheimrat, 1763 Geheimer Konferenzrat, 1768 Elefantenorden; ⚭ 1733 Gräfin Birgitte Christiane Friis (1715–1775). Beider Sohn Christian Frederik (* 11. Juni 1737; † 27. Oktober 1768) wurde 1751 Jagd- und Kammerjunker, 1759 Hofjägermeister und Kammerherr, 1767 Empfänger des Ordens der perfekten Union und 1768 des Dannebrogordens.

In zweiter Ehe war Friedrich von Gram mit Charlotte Sophie geb. von Hattenbach († 1734), Tochter Ernst von Hattenbachs (1617–1694), einem illegitimen Spross des landgräflichen Hauses Hessen und Hessen-Kasseler Amtmann, verheiratet. Dieser Ehe entstammten zwei Töchter:
- Charlotte Sophie (* & † Mai 1709)
- Wilhelmine Hedwig Antoinette (Vilhelmine Hedvig Antoinette) (* 30. November 1711; † 30. Mai 1790); ⚭ 1739 Graf Conrad Wilhelm von Ahlefeldt zu Langeland (* 21. September 1707; † 25. Juli 1791), General der Kavallerie.